# José Dias Ferreira
José Dias Ferreira GCTE (Arganil, Pombeiro da Beira, 30 de novembro de 1837 – Chaves, Vidago, 8 de setembro de 1907) foi um professor universitário de direito, advogado, jurisconsulto e político português.
Foi deputado em 25 legislaturas, ministro e presidente do conselho de ministros. Como a maioria dos políticos da época, pertenceu à Maçonaria.

## Biografia
José Dias Ferreira nasceu a 30 de Novembro de 1837, em Aldeia Nova, freguesia de Pombeiro da Beira, concelho de Arganil, filho de António Dias Ferreira e de sua mulher Bernarda Pereira de Vasconcelos, uma família de pequenos lavradores de posses modestas, embora considerada uma das principais da freguesia.

### Os anos formativos (1837-1860)
Tendo os pais decidido que José Dias Ferreira deveria seguir a carreira eclesiástica, terminadas as primeiras letras, em 1847 enviaram-no para Arganil, localidade onde foi estudar latim com o objectivo de ingressar nos estudos preparatórios que lhe permitissem aceder à Universidade de Coimbra.
Aluno brilhante, terminados esses estudos, matriculou-se na Universidade no ano de 1852, com apenas 14 anos, como aluno voluntário do 1.º ano do curso de Teologia. Não demonstrando vocação para o sacerdócio, sob a orientação do professor e deputado Vicente Ferrer Neto de Paiva, ao fim do segundo ano, em 3 de Outubro de 1854, matriculou-se na Faculdade de Direito, cujo curso terminaria em 1859, com distinção, havendo granjeado sempre os primeiros prémios anuais destinados ao melhor aluno.
Ainda estudante estreou-se como autor, publicando, em 1857, a obra Ensaio sobre os Primeiros Elementos da Teoria da Estadística do Exmo. Senhor Adrião Pereira Forjaz de Sampaio, ao que se seguiu outras, publicada em 1858, intitulada Anotações aos Elementos de Direito Natural do Exmo. Senhor Vicente Ferrer Neto de Paiva.
Concluindo a formatura a 23 de Junho de 1860, considerado um dos mais brilhantes alunos de sempre, obteria o grau de doutor 6 dias depois, prestando provas em acto de conclusões magnas realizado a 29 de Junho imediato.

### Lente em Coimbra e o ingresso na vida parlamentar (1860-1865)
Nesse mesmo ano, com apenas 22 anos, foi eleito deputado pelo círculo uninominal de Arganil para a 12.ª legislatura da Monarquia Constitucional portuguesa, a primeira das 25 legislaturas em que seria deputado, quase todas as legislaturas desde 1860 até 1905.
Destinado agora a uma carreira universitária, que conjugaria depois com a actividade política e com a advocacia, logo a 10 de Maio de 1861 tomou posse do cargo de lente substituto da Universidade de Coimbra, ensinando as cadeiras de Direito Natural e das Gentes e de Filosofia do Direito, cujas lições publicaria em 1864. Doutor em Direito, ascendeu a lente substituto ordinário em 1862 e foi nomeado lente catedrático da mesma faculdade em 1866, da cadeira de Direito Civil. Publicou diversos livros e artigos, nomeadamente sobre Direito Natural e Filosofia do Direito.
Casou em 1863 com Amélia Ferreira Pinto Basto (Oliveira do Bairro, Oiã, Quinta do Silveiro, 16 de Junho de 1838 - Lisboa, 1873), filha de Augusto Valério Ferreira Pinto Basto, administrador gerente da Fábrica da Vista Alegre e antigo emigrado liberal, e de Maria Inocência Ferreira, sendo neta de José Ferreira Pinto Basto, Fidalgo da Casa Real. Desse casamento haveria três filhos: Amélia Albertina Dias Ferreira (Lisboa, 3 de Outubro de 1864 - Lisboa, 12 de Julho de 1943), casada a 5 de Julho de 1886 com o engenheiro Manuel Luciano Croft de Moura (Lisboa, 5 de Junho de 1862 - 27 de Outubro de 1893), irmão de sua cunhada, com geração extinta, Augusto Dias Ferreira (Lisboa, Alcântara, 3 de Novembro de 1865), casado com Maria Luciana Croft de Moura (Lisboa, Anjos, 10 de Novembro de 1863), irmã de seu cunhado, com geração quase extinta, e Eugénia Dias Ferreira (Lisboa, 7 de Março de 1869), casada em Lisboa, 10 de Junho de 1889 com o diplomata e advogado António Maria Bartolomeu de Cisneiros Ferreira (Lisboa, 24 de Agosto de 1863 - Lisboa, Novembro de 1944), sem geração.
Embora José Dias Ferreira fosse eleito deputado pelo círculo da Anadia nas legislaturas de 1864 e 1865, o casal permaneceu em Coimbra até 1865, ano em que se mudou para Lisboa, passando José Dias Ferreira a trabalhar então como advogado e jurisconsulto.

### As primeiras experiências governativas e o Partido Constituinte (1865-1892)
Instalado em Lisboa e transformado num dos mais credenciados jurisconsultos da capital, José Dias Ferreira dedicou-se com paixão à vida política, mantendo uma activa vida parlamentar e iniciando a publicação de um conjunto de obras de referência no campo jurídico. Nesse âmbito, fundou e dirigiu um periódico especializado, intitulado Jornal da Jurisprudência, que se publicou de 1865 a 1870 e colaborou em diversos órgãos da imprensa, nomeadamente na Revista Crítica de Jurisprudência Geral e Legislação.
No seu percurso profissional, além do ensino do Direito e do exercício da advocacia, que prosseguiu em Lisboa a partir do momento em que se estreou na lide política, interveio em diversos momentos decisivos para a história do Direito em Portugal. Exemplos disso são as suas participações na Comissão da Revisão do Código Comercial (1867), na criação do Supremo Tribunal Administrativo (1870) e na preparação e publicação do Código Civil Português (1870-1876).
Alinhando pelas teses mais esquerdistas do vintismo, não conseguiu, apesar da sua reputação como jurista e da poderosa ligação familiar da sua esposa, integrar-se nos círculos políticos dominantes, ficando à margem da crescente consolidação e estruturação partidária que então ocorria na vida portuguesa. Na sua actividade parlamentar mostrou-se corajoso e inovador, produzindo, durante a discussão do orçamento do Estado de 1867 um conjunto de intervenções onde propunha economias e atacava violentamente a estrutura social e política de então, propondo medidas violentas, que iam até ao fim das jubilações dos empregados públicos (que seria hoje o fim das aposentações).
Em 1868, perante a crise política desencadeada pela Janeirinha e pelo efectivo ocaso da Regeneração que este golpe político marca, foi chamado a integrar, como Ministro da Fazenda, o primeiro governo presidido por António José de Ávila. Permanece no governo 4 de Janeiro de 1868 a 22 de Julho daquele mesmo ano. Nesse primeiro governo avilista, o jovem José Dias Ferreira era uma das figuras dominantes, a par do presidente do conselho e de António Luís Seabra.
Apesar desta breve passagem pelo governo e de ter sido novamente eleito para o parlamento, agora por Lisboa, nas eleições gerais de 22 de Março de 1868, e depois por Beja em Março de 1870, era um deputado arredado dos círculos do poder, que, embora respeitado, era considerado em permanente oposição. Nunca se confundiu no entanto com os reformistas, embora tenha estado próximo da sua génese através da sua ligação com António José de Ávila.
Mesmo assim, ou talvez por isso, quando o marechal Saldanha capitaneia o golpe de Estado de 19 de Maio de 1870, a famigerada Saldanhada, e efemeramente ocupa pela quarta e última vez a presidência do ministério, José Dias Ferreira foi chamado novamente para o cargo de Ministro da Fazenda, lugar que ocupou de 3 de Junho de 1870 a 30 de Agosto desse mesmo ano (no governo dos cem dias), data em que foi substituído por Carlos Bento da Silva, na sequência da queda do governo de Saldanha. Até à queda desse governo acumularia ainda as pastas da Justiça e dos Negócios do Reino. Neste governo foi criado, embora efemeramente, o primeiro Ministério da Instrução Pública, por divisão da pasta do Reino. Criado a 22 de Junho de 1870, o seu ministro inaugural seria D. António da Costa de Sousa de Macedo, que acumulava com a pasta de Ministro da Marinha e Ultramar. O Ministério da Instrução Pública durou apenas 69 dias, sendo reabsovido na pasta do Reino.
Depois do golpe e do último governo do marechal Saldanha, o sistema político atinge o ponto máximo de fragmentação durante a monarquia constitucional, confirmado pelas eleições de Setembro de 1870 e de Julho de 1871, com reformistas, avilistas, regeneradores, históricos e o grupo de Dias Ferreira, em breve chamado de constituintes, a disputarem os votos. Apesar disso, desde 1871, com o governo de Fontes Pereira de Melo, e especialmente a partir de 1874, os cinco partidos tendem a bipolarizar-se, com os regeneradores, no poder, a mobilizarem avilistas e constituintes e os históricos, na oposição, a juntarem-se aos reformistas.
Nessas circunstâncias, na procura dum enquadramento partidário que lhe permitisse a continuação da actividade política, num parlamento onde os partidos se tinham consolidado, a 25 de Fevereiro de 1871 fundou, efemeramente, o Partido Constituinte, o qual nunca conseguiu obter elevado nível de adesões. Mesmo assim, atraiu para a sua órbita um conjunto de intelectuais, entre os quais Manuel Joaquim Pinheiro Chagas, o que lhe deu uma relativa importância parlamentar. Anteriormente, fora sempre independente.
O Partido Constituinte, devido ao número reduzido de membros, ficou conhecido entre os seus adversários por Patrulha, mantendo-se activo na vida política e parlamentar em aliança preferencial com o Partido Regenerador. O Partido viveria um momento alto nas eleições gerais de 21 de Agosto de 1881 (24.ª legislatura), quando conseguiu suplantar em número de deputados eleitos o Partido Progressista, graças ao apoio dos caciques regeneradores, então em guerra aberta com os progressistas.
Contudo, esta vitória eleitoral não se traduziu na entrada do Partido Constituinte para o arco dos partidos do poder, já que a liderança regeneradora se apressou a desautorizar a aliança encapotada que estava na origem do sucesso eleitoral, e os constituintes ficaram sem bases eleitorais no terreno que lhes permitissem a estabilização dos ganhos eleitorais obtidos.
Ainda em 1881, participou, com Manuel Joaquim Pinheiro Chagas, numa concorrida reunião, realizada no Porto e liderada por Francisco de Azeredo Teixeira de Aguilar, 2.º conde de Samodães, que teria como escopo fundar um partido católico em Portugal no âmbito da reorganização das forças partidárias então em curso. Desta reunião nada resultou, e o Partido Constituinte entrou em rápida desagregação, particularmente a partir de 1883, quando regeneradores e progressistas se entenderam para a reforma do sistema político em Portugal. A partir de 1885, a patrulha desaparece definitivamente.
Ainda na década de 1880 recebe a Carta de Conselho e faz parte, como vogal, da comissão de legislação comercial da Câmara dos Deputados, onde desempenhou um papel de grande relevância na elaboração do Código Comercial.
No entretanto José Dias Ferreira tinha criado uma base pessoal de poder no círculo de Aveiro, pelo qual foi sucessivamente eleito deputado em 1870, 1871, 1874, 1878, 1879, 1881, 1884, 1887, 1889 e 1890. Ao longo de todo este período pertenceu a dezenas de comissões parlamentares e proferiu cerca de cinco centenas de intervenções. As suas principais iniciativas e intervenções incidem sobre os aspectos fundamentais da arquitectura jurídica do regime, com questões sobre direitos, liberdades e garantias, de reforma do sistema político e de revisão constitucional. Apesar do peso colocava nas questões das finanças públicas, Dias Ferreira afirmava que nunca as questões financeiras deveriam sobrepor-se às questões políticas. Em matéria de reforma da lei eleitoral, no qual foi parte interessada, dado dela depender a sobrevivência do seu Partido Constituinte, produziu uma declaração que se tornaria célebre e seria glosada das mais diversas maneiras: o escrutínio de lista serve para armar os governos contra os povos e nós o que precisamos é de armar os povos contra os governos.
Ainda na década de 1870, mas antes de 1873, foi iniciado na Maçonaria, com nome simbólico desconhecido, na Loja Cavalheiros de Nemésis, de Lisboa, cuja cisão do Grande Oriente Lusitano, patrocinou em 1882, tendo sido o 1.º e único Grão-Mestre da resultante Grande Loja dos Maçons Antigos, Livres e Aceites de Portugal, que terá fundado para servir de esteio ao seu Partido Constituinte. Exerceu aquele cargo, pelo menos, até 1885.
Desaparecido o Partido Constituinte, José Dias Ferreira mantinha-se na política por mérito próprio, com uma base de apoio cada vez mais restrita ao círculo de Aveiro. Tal não o impediu de ser sempre uma das vozes mais autorizadas do parlamento, particularmente em questões jurídicas e financeiras.

### Ogoverno de acalmação partidária(1892-1893)
Sendo deputado eleito por Aveiro, em 1892, os problemas financeiros e económicos graves que pareciam não ter solução dentro do sistema político existente, colocaram claramente em crise o Rotativismo. Nessa altura, os partidos do arco do poder, o Partido Progressista e o Partido Regenerador, que se revezavam no poder sem solução alternante, mostravam sinais da desagregação que atingia o regime monárquico, combatido pela força crescente dos republicanos.
Face a essa situação, o rei D. Carlos, após a queda do governo em Janeiro de 1892, resolveu chamar a formar governo José Dias Ferreira, então um homem que não pertencia a nenhum dos partidos, mas que mantinha prestígio e uma notável influência parlamentar e junto da elite política e económica do país. O convite para Presidente do Conselho de Ministros foi aceite e esta solução extra-partidária e de iniciativa real ficou conhecida como o governo da acalmação partidária.
O governo da acalmação tomou posse a 17 de Janeiro de 1892, mantendo-se em funções até 23 de Fevereiro de 1893, governando 404 dias, um período razoável face à crónica instabilidade política da altura.
José Dias Ferreira forma um gabinete, cujo Ministro da Fazenda, Oliveira Martins, suscita grandes expectativas. Inicia-se o processo de negociação da dívida externa, mas a verdade é que os problemas persistem e o próprio Dias Ferreira, mais credível e hábil negociador, assume a partir de 27 de Maio do mesmo ano a pasta da Fazenda. Novo renascer da confiança, que todavia rapidamente se extingue devido à política de austeridade que torna necessário o agravamento dos impostos, a fim de diminuir o défice. Os partidos Progressista e Regenerador, naturalmente sedentos de voltar ao poder, atacam fortemente o governo.
No seu elenco ministerial José Dias Ferreira encarregou-se não só da presidência do Executivo, mas também das pastas dos Negócios do Reino, da Instrução Pública. Esta última pasta, que havia sido desmembrada da pasta do Reino, foi extinta a 3 de Março de 1892, por reintegração no Ministério do Reino. Só voltará a existir em Portugal um ministério destinado especificamente aos assuntos da educação, com o nome de Ministério da Instrução Pública, com o ministro António Joaquim de Sousa Júnior, a partir de 7 de Julho de 1913, já em plena República.
A governação foi atribulada, com grande instabilidade ministerial, com mais de metade das pastas a serem alvo de remodelação no curto período durante o qual o governo subsistiu.
Antes de pedir a demissão dessas funções, o que veio a acontecer em 16 de Fevereiro de 1893, tomou ainda parte da visita da Casa Real portuguesa a Madrid, em Novembro de 1892, por ocasião das comemorações do 4.º Centenário da Descoberta da América por Cristóvão Colombo.
Nas eleições gerais de 23 de Outubro de 1892, disputadas quando José Dias Ferreira era presidente do Conselho de Ministros, a sua base eleitoral em Aveiro fragmentou-se, não garantindo a eleição. Para evitar o embaraço de ter o presidente do Conselho sem assento parlamentar, os partidos movimentaram-se garantindo a sua eleição pelo círculo de Aldeia Galega (a par de Penacova e São Tomé e Príncipe). A partir dessa legislatura será sempre eleito pela região ao sul do Tejo, quebrando em definitivo a sua ligação histórica a Aveiro. Esta situação foi o reflexo da derrota dos governamentais nas urnas, continuando o governo em minoria e num parlamento que lhe era cada vez mais hostil.
Foi um dos mentores do movimento de "Vida Nova" em 1892, à margem dos Partidos rotativos, que não vingou.

### Os últimos anos (1893-1907)
José Dias Ferreira encarou a sua demissão do governo, ocorrida a 22 de Fevereiro de 1893 quando, formalmente ainda estava em condições de se manter em funções, como uma traição, ou pelo menos um injustificado abandono, por parte do Paço. Numa intervenção parlamentar feita a 20 de Fevereiro, endossou responsabilidades directamente ao rei, dizendo que se tratava de um acidente verdadeiramente constitucional.
Regressado ao parlamento, agora como deputado por Aldeia Galega (em 1892 e 1894), depois por Évora (1895), Almada (1897), novamente por Aldeia Galega (1899 e 1900) e finalmente por Setúbal (1901, 1904 e 1905). Em todo este percurso parlamentar manteve-se um deputado activo, intervindo essencialmente em questões jurídicas e de finanças públicas, com destaque para as questões orçamentais e para a arrastada questão do monopólio dos tabacos.
Como reflexo do seu descontentamento como Paço, durante o ano de 1896 terá participado numa malograda conspiração de carácter republicano, que o pretenderia colocar como presidente de uma república portuguesa (ou em alternativa a José Luciano de Castro). O golpe terá estado previsto para 18 de Junho de 1896, tendo como mentores Augusto Maria Fuschini e Soares Guedes.
Ao contrário do que era hábito acontecer com os ex-presidentes de conselho de ministros, José Dias Ferreira não foi de imediato elevado ao pariato. A elevação a par do Reino apenas aconteceu por decreto de 4 de Abril de 1905, tendo tomado posse no dia 15 de Abril imediato. A sua entrada na Câmara dos Pares ocorreu durante a fase crítica da discussão dos escândalos político-financeiros em torno da concessão do contrato dos tabacos e da dissidência progressista que se lhe associou. Naquela câmara manteve a sua postura de grande participação, participando nas discussões até ao ano do seu falecimento.
O Conselheiro José Dias Ferreira faleceu em Vidago, a 8 de Setembro de 1907. Foi agraciado, em 1870, com a Grã-Cruz da Real e Distinguida Ordem Espanhol de Carlos III de Espanha com o tratamento de Excelentíssimo Senhor, e com a Grã-Cruz da Antiga e Muito Nobre Real Ordem Militar da Torre e Espada, do Valor, Lealdade e Mérito, era Sócio Dfectivo da Academia Real das Ciências de Lisboa e da Sociedade de Geografia de Lisboa e Sócio Correspondente do Instituto de Coimbra. Recusou títulos de Nobreza por ser Maçon.
Fruto do seu relacionamento com Eugénia Henriqueta Alves Travassos Valdez (13 de Janeiro de 1840 - 10 de Dezembro de 1920), 1.ª Condessa de Penalva de Alva e viúva de José Rodrigues Penalva, 1.º Visconde de Penalva de Alva, Dias Ferreira foi ainda pai de José Eugénio Dias Ferreira (1882-1953), lente do ISCEF e, por sua vez, avô de Manuela Ferreira Leite, economista e dirigente política, e de José Eugénio Dias Ferreira, advogado e dirigente desportivo.

## Obras publicadas
- Ensaio sobre os Primeiros Elementos da Theoria da Estadística do Exmo. Senhor Adrião Pereira Forjaz de Sampaio, Coimbra, 1857.
- Annotações aos Elementos de Direito Natural do Exmo. Senhor Vicente Ferrer Neto de Paiva, Coimbra, 1858.
- Dissertação Inaugural para o Acto de Conclusão de Magnas na Faculdade de Direito, Coimbra, 1860.
- Noções fundamentais de filosofia do Direito, Coimbra, 1864.
- O Código Civil Português (anotado), Lisboa, 1870 (com várias edições posteriores).
- Portugal. Discursos mais notáveis nas duas câmaras na sessão legislativa de 1881, Lisboa, 1881.
- Discurso sobre a reforma da Constituição, proferido em sessão de 29 de Janeiro de 1884, Lisboa, 1884.
- Discursos sobre a reforma da lei eleitoral, proferidos nas sessões de 8 e 10 de Março de 1884, Lisboa, 1884.
- Código do Processo Civil (anotado), Lisboa, 1890.
- A Novíssima Reforma Judiciária, Lisboa, 1892.
- Discurso sobre as reformas constitucionais proferido na sessão de 20 de Junho de 1900, Lisboa, 1900.